# Fernán Mirás
Fernán Gonzalo Mirás  (Buenos Aires, 17 de julio de 1969) es un actor, director de cine y guionista argentino. Entre los papeles en que se ha destacado se encuentran en cine, Tango feroz: la leyenda de Tanguito, Buenos Aires viceversa y la película biográfica del cantante Rodrigo, El Potro, lo mejor del amor, y en televisión La banda del Golden Rocket, Vulnerables, Culpables, Chiquititas, Verano del 98, Rebelde Way, Para vestir santos, Tiempos compulsivos, Viudas e hijos del rock and roll y Argentina, tierra de amor y venganza.

## Carrera
Debutó en 1987, en la obra de teatro Cuba y su pequeño Teddy de Reynaldo Povod, al lado de Lito Cruz; le siguió El protagonista frente al espejo de Luis Agustoni, junto a Oscar Martínez y Nelly Prono, entre otros; y su primer trabajo cinematográfico fue en la película de 1988, La amiga de Jeanine Meerapfel, junto a Liv Ullmann, Cipe Lincovsky y Federico Luppi. En 1993 protagonizó el exitoso film Tango feroz: la leyenda de Tanguito de Marcelo Piñeyro (junto a Cecilia Dopazo, Héctor Alterio, Imanol Arias, Antonio Birabent y Cristina Banegas), que lo catapultó a la fama, y a partir de entonces se consolidó como uno de los actores más destacados del cine argentino. Durante los años 90', actuó en Copyright de Roly Candino, ¿Dónde queda el paraíso? de Beda Docampo Feijóo, Caballos salvajes de Marcelo Piñeyro, Carlos Monzón, el segundo juicio de Gabriel Arbós, Buenos Aires viceversa de Alejandro Agresti, Mar de amores de Víctor Dínenzon, Buenos Aires me mata de Beda Docampo Feijóo y La noche del coyote de Iván Entel.
Desde 1990 hasta mediados de esa década, actuó en televisión en Atreverse junto a Arturo Puig, Graciela Dufau, Jorge Marrale, Elena Tasisto, Luisina Brando, Héctor Bidonde, Bárbara Mujica y Darío Grandinetti, entre otros; en Zona de riesgo II: atendida por sus propios dueños junto a Rodolfo Ranni y Gerardo Romano; La banda del Golden Rocket; Amores; Dos al toque junto a Emilio Disi y Fernando Lúpiz; Alta comedia junto a Virginia Lago, Antonio Grimau y Pepe Monje; y Los especiales de Alejandro Doria junto a China Zorrilla, Carlos Carella, Paola Krum, Cecilia Dopazo, Esther Goris, Jorge Marrale, Rita Cortese y Carola Reyna, entre otros. Entre 1996 y 1997 fue el galán de Romina Yan en Chiquititas, de Cris Morena, compartiendo elenco con figuras de la talla de Hilda Bernard, Alberto Fernández de Rosa, Claudio Da Passano y Susana Lanteri. Luego protagonizó junto a Nancy Dupláa, Agustina Cherri, Marcela Kloosterboer y Mario Pasik, la serie juvenil Verano del 98, también de Cris Morena. En 1999, fue parte del elenco de La mujer del presidente, junto a Ricardo Darín, Ángela Molina y Natalia Lobo.
A partir de 2000, actuó en dos unitarios de Pol-ka: la segunda temporada de Vulnerables (como pareja de Soledad Villamil)  y Culpables (con Mercedes Morán, Susú Pecoraro, Alfredo Casero, Gabriela Toscano, Diego Peretti y Soledad Villamil); y para Telefe realizó tres participaciones en el unitario de tres temporadas Tiempo final, junto a Gastón Pauls, Gabriel Goity, Germán Palacios, Juan Manuel Tenuta y Enrique Pinti. En 2002 volvió a trabajar con Cris Morena en la primera temporada de Rebelde Way, al lado de Catherine Fulop, Arturo Bonín, Martín Seefeld, Luisana Lopilato, Benjamín Rojas, Felipe Colombo y Camila Bordonaba.
Entre 2003 y 2017 protagonizó o participó en las ficciones Femenino masculino (junto a Gabriel Goity, Viviana Saccone y María Socas); Ambiciones (junto a Thelma Biral, Celeste Cid, Susú Pecoraro, Carlos Belloso, Joaquín Furriel, Gloria Carrá, Antonio Birabent y Roberto Carnaghi); Botines (junto a Lito Cruz, Joaquín Furriel, Natalia Oreiro, Nancy Dupláa, Nicolás Cabré, Leonor Manso, entre otros); Mujeres asesinas (al lado de Laura Novoa); Conflictos en red (al lado de Celeste Cid); Algo habrán hecho por la historia argentina, interpretando al presidente Bartolomé Mitre; Socias (junto a Mercedes Morán, Nancy Dupláa y Andrea Pietra); Los exitosos Pells (junto a Carla Peterson y Mike Amigorena); Para vestir santos (como pareja de Gabriela Toscano); Tiempos compulsivos (junto a Paola Krum, Rodrigo de la Serna, Gloria Carrá y Carla Peterson); Viudas e hijos del Rock & Roll (junto a Damián de Santo, Paola Barrientos, Celeste Cid, Julieta Ortega, Juan Minujín, María Leal y Mex Urtizberea, entre otros); Loco por vos (junto a Juan Minujín y Julieta Zylberberg); Ultimatum (junto a Julieta Cardinali, Hugo Arana, María Rosa Fugazot, Fabián Mazzei, Maite Lanata y Nacho Toselli); y Animadores (junto a Jazmín Stuart, Marcelo Mazzarello, Damián Dreizik y Gustavo Garzón).  
Luego de su primera intervención teatral en 1987, le siguieron las siguientes obras: El enemigo de la clase de Nigel Williams (junto a Pepe Monje, Federico D'Elía, Alejandro Fiore, Damián de Santo, Diego Peretti y Miguel Cavia); Aquellos gauchos judíos (recuerdos de la colonia) de Tito Cossa y Ricardo Halac; El avaro de Molière (junto a Walter Santa Ana, Rita Terranova, Juan Palomino y Hugo Caprera, entre otros); Variaciones enigmáticas de Éric-Emmanuel Schmitt (al lado de Oscar Martínez); Viaje de un largo día hacia la noche de Eugene O'Neill (junto a Alfredo Alcón y Norma Aleandro); De rigurosa etiqueta de y por Norma Aleandro; Tres versiones de la vida de Yasmina Reza (junto a Paola Krum/Andrea Bonelli, Carola Reyna y Luis Luque); Tontos por amor de Sam Shepard (al lado de Julieta Díaz); La forma de las cosas de Neil Labute (junto a Griselda Siciliani, Sergio Surraco y Magela Zanotta); Un dios salvaje de Yasmina Reza (junto a Florencia Peña, Gabriel Goity y María Onetto); Los hijos se han dormido de Daniel Veronese (junto a María Onetto, Roly Serrano, Carlos Portaluppi, Osmar Núñez y Claudio Da Passano, entre otros); El hijo de puta del sombrero de Stephen Adly Guirgis (junto a Pablo Echarri, Florencia Peña/Nancy Dupláa, Jorgelina Aruzzi y Marcelo Mazzarello); Ejercicios fantásticos del yo de Sabina Berman (junto a Gael García Bernal, Vanesa González, y Rita Cortese, entre otros); y Terapia amorosa de Daniel Glattauer (junto a Benjamín Vicuña y Violeta Urtizberea). 
A partir de 2002 y hasta 2018, su trayecto en cine continuó con Claim de Martín Lagestee, Un día de suerte de Sandra Gugliotta, La ronda de Inés Braun, Horizontal/Vertical de Nicolás Tuozzo, Desbordar de Alex Tossenberger, Juan y Eva de Paula de Luque, Verdades verdaderas de Nicolás Gil Lavedra, Una cita, una fiesta y un gato negro de Ana Halabe, El amigo alemán de Jeanine Meerapfel, Días de vinilo de Gabriel Nesci, Pensé que iba a haber fiesta de Victoria Galardi, Recreo de Hernán Guerschuny y Jazmín Stuart, El Potro, lo mejor del amor de Lorena Muñoz, y Re loca de Martino Zaidelis.
En 2017, dirigió su ópera prima, El peso de la ley, con Darío Grandinetti, María Onetto, Paola Barrientos y Darío Barassi.
En 2019, integró el elenco de la telenovela de época: Argentina, tierra de amor y venganza (junto a Benjamín Vicuña, Gonzalo Heredia, Eugenia China Suárez, Albert Baró, Delfina Chaves, Virginia Innocenti, Andrea Frigerio, Julia Calvo, Mercedes Funes y Luciano Cáceres, entre otros), componiendo al maravilloso villano Samuel Trauman, para El Trece; y las series El mundo de Mateo (junto a  Renato Quattordio, Luciano Cáceres, Martina Gusmán, Cecilia Dopazo y Federico D'Elía), Otros pecados (junto a Florencia Peña, Hugo Arana, Andrea Frigerio y Eugenia China Suárez) y Tu parte del trato (junto a Nicolás Cabré, Jazmín Stuart, Eleonora Wexler y Carola Reyna), interpretando a un detective de policía.
En 2021, Mirás formará parte del reparto de la serie Terapia alternativa por Star+ y la serie de Amazon Prime Video, Maradona, sueño bendito (junto a Juan Palomino, Nazareno Casero, Nicolás Goldschmidt, Julieta Cardinali, Laura Natalia Esquivel, Mercedes Morán, Peter Lanzani, Leonardo Sbaraglia y Pepe Monje), donde interpreta a Francis Cornejo.

## Filmografía
| Año  | Título                                              | Personaje                                         |
| ---- | --------------------------------------------------- | ------------------------------------------------- |
| 1989 | La amiga                                            | Pedro                                             |
| 1993 | ¿Dónde queda el paraíso? (película para televisión) | Tomás                                             |
| 1993 | Tango feroz: la leyenda de Tanguito                 | Tanguito                                          |
| 1995 | Caballos salvajes                                   | Martín Juárez                                     |
| 1996 | Carlos Monzón, el segundo juicio                    | Carlos Alberto                                    |
| 1996 | Buenos Aires viceversa                              | Mario                                             |
| 1997 | Mar de amores                                       | Hernán                                            |
| 1998 | Buenos Aires me mata                                |                                                   |
| 1998 | La noche del coyote                                 | Nico Feijóo                                       |
| 2002 | Claim                                               | Borali Jr.                                        |
| 2002 | Un día de suerte                                    | Walter                                            |
| 2008 | La ronda                                            | Javier                                            |
| 2009 | Horizontal/Vertical                                 | Ernesto                                           |
| 2010 | Desbordar                                           |                                                   |
| 2011 | Juan y Eva                                          | Eduardo Ávalos                                    |
| 2011 | Verdades verdaderas                                 | Kibo Carlotto                                     |
| 2012 | Una cita, una fiesta y un gato negro                | Marcelo                                           |
| 2012 | El amigo alemán                                     | Profesor Durán                                    |
| 2012 | Días de vinilo                                      | Luciano                                           |
| 2013 | Pensé que iba a haber fiesta                        | Ricki                                             |
| 2017 | El peso de la ley                                   | Director y coguionista; además Manfredo Doméstico |
| 2017 | Casi leyendas                                       | Fiscal                                            |
| 2018 | Recreo                                              | Leo                                               |
| 2018 | Re loca                                             | Javier                                            |
| 2018 | El último hombre                                    | Hombre loco                                       |
| 2018 | El Potro, lo mejor del amor                         | José Luis Gozalo "El Oso"                         |
| 2023 | Casi muerta                                         | Director y coguionista                            |
| 2025 | Mazel Tov                                           | Gabriel Roitman                                   |

## Televisión
| Año       | Título                               | Personaje                               | Canal       |
| --------- | ------------------------------------ | --------------------------------------- | ----------- |
| 1990-1991 | Atreverse                            | Varios personajes                       | Telefe      |
| 1991-1993 | La banda del Golden Rocket           | José                                    | El Trece    |
| 1992      | Amores                               |                                         | Telefe      |
| 1992-1993 | Zona de riesgo                       | Juan Roberto                            | El Trece    |
| 1993      | Doble juego                          | Pedro Mario                             | Canal 13    |
| 1993-1994 | Dos al toque                         | Ezequiel Garmendia                      | El Trece    |
| 1994      | La marca del deseo                   | Policía Rogelio                         | Telefe      |
| 1995-1997 | Chiquititas                          | Facundo Brausen                         | Telefe      |
| 1998-1999 | Verano del 98'                       | Franco Baldassari                       | Telefe      |
| 1999      | La mujer del presidente              | Rodrigo Leal                            | Telefe      |
| 2000      | Vulnerables                          | Ruben Salazar                           | El Trece    |
| 2000-2002 | Tiempo final                         | Rata "Ep: Secuestro"                    | Telefe      |
| 2000-2002 | Tiempo final                         | Gonzalo "Ep: Barrabravas"               | Telefe      |
| 2000-2002 | Tiempo final                         | Ángel "Ep: Reality show"                | Telefe      |
| 2001      | Culpables                            | Guillermo "Willy" Costa                 | El Trece    |
| 2002      | Rebelde way                          | Santiago Mansilla                       | Canal 9     |
| 2003      | Femenino masculino                   | Alejandro                               | Canal 9     |
| 2005      | Botines                              | Quique "Ep: Bailarina en rosa y verde"  | El Trece    |
| 2005      | Conflictos en red                    | Pablo "Ep: rota"                        | Telefe      |
| 2005      | Ambiciones                           | Christian Quiroga                       | Telefe      |
| 2006      | Mujeres asesinas 2                   | Walter "Ep: Nélida, tóxica"             | El Trece    |
| 2007      | Mujeres asesinas 3                   | Fernando "Ep: Claudia, herida"          | El Trece    |
| 2008      | Algo habrán hecho                    | Bartolomé Mitre                         | Telefe      |
| 2008-2009 | Socias                               | Darío Duna                              | El Trece    |
| 2008-2009 | Los exitosos Pells                   | Teddy                                   | Telefe      |
| 2010      | Para vestir santos                   | Sergio Ríos                             | El Trece    |
| 2012-2013 | Tiempos compulsivos                  | Ricardo Buso                            | El Trece    |
| 2014-2015 | Viudas e hijos del rock and roll     | Ramiro "Rama" Ferrer                    | Telefe      |
| 2016      | Loco por vos                         | Martín "Tincho" Sosa                    | Telefe      |
| 2016      | Ultimátum                            | Gastón Lociur                           | TV Pública  |
| 2017      | Animadores                           | Omar Dino / Adalberto Garlondi          | TV Pública  |
| 2019      | Argentina, tierra de amor y venganza | Samuel Trauman                          | El Trece    |
| 2019      | Otros pecados                        | Walter "Ep: Kadish Para un Bar Mitzvah" | El Trece    |
| 2019      | El mundo de Mateo                    | Alejo García                            | TV Pública  |
| 2021      | Terapia alternativa                  | Alex                                    | Star+       |
| 2021      | Maradona, sueño bendito              | Francis Cornejo                         | Prime Video |
| 2025      | Atrapados                            | Comisario Herrera                       | Netflix     |
| 2025      | Menem                                | Raúl Alfonsín                           | Prime Video |

## Teatro
| Año       | Título                               | Director         |
| --------- | ------------------------------------ | ---------------- |
| 1987      | Cuba y su pequeño Teddy              | Luis Agustoni    |
| 1989      | El protagonista                      | Luis Agustoni    |
| 1994      | El enemigo de la clase               | Luis Romero      |
| 1996      | El avaro                             | Juan Carlos Gené |
| 1999      | Viaje de un largo día hacia la noche | Miguel Cavia     |
| 2001      | Variaciones enigmáticas              | Sergio Renán     |
| 2002-2003 | De rigurosa etiqueta                 | Norma Aleandro   |
| 2007-2008 | Tres versiones de la vida            | Luis Romero      |
| 2009      | La forma de las cosas                | Daniel Veronese  |
| 2010-2011 | Un dios salvaje                      | Javier Daulte    |
| 2011-2012 | Los hijos se han dormido             | Daniel Veronese  |
| 2012-2013 | El hijo de puta del sombrero         | Javier Daulte    |
| 2018      | Ejercicios fantásticos del yo        | Néstor Valente   |
| 2019      | Terapia amorosa                      | Daniel Veronese  |